# Ged
Ged – postać fikcyjna, bohater powieściowego cyklu Ziemiomorze Ursuli K. Le Guin. Dzieje Geda, zwanego Krogulcem, od jego dzieciństwa do starości, zawarte są we wszystkich częściach cyklu, choć protagonistą jest tylko w pierwszej powieści - Czarnoksiężniku z Archipelagu i ostatnim opowiadaniu - Blask ognia.

## Opis postaci
Ged miał, podobnie jak większość mieszkańców Archipelagu, brązową skórę. Nie ma, charakterystycznej dla archetypu czarnoksiężnika, brody. Gdy dorósł był wysoki i silny, lecz jego twarz i bark poznaczone były bliznami. Był bardzo zdolny i dysponował wielkim talentem magicznym. Jednym z przejawów jego zdolności było to, że jego moc nie słabła nawet daleko poza obszarem Archipelagu. Został wielkim podróżnikiem; dopłynął morzem m.in. do granic krainy umarłych na wschodzie i do położonej najdalej na zachód wyspy Selidor. Stał się także Władcą Smoków, czyli człowiekiem z którym chciały one rozmawiać, oraz Arcymagiem Ziemiomorza.

## Życiorys

### Młodość
Urodził się na wyspie Gont, w rodzinie wioskowego kowala. W dzieciństwie mówiono na niego Duny, zajmował się pasaniem kóz. Ciotka, wiejska czarownica, odkryła w nim talent magiczny i nauczyła go większości tego, co sama umiała. Kiedy chłopiec swoją magią uratował wioskę od najazdu korsarzy, zapadając przy tym w śpiączkę, przybył do niego mieszkający na wyspie czarodziej Ogion. Chciał go uleczyć, nadać dorastającemu chłopcu prawdziwe imię i uczynić go swoim uczniem. Duny otrzymał imię Ged, ale całe Ziemiomorze poznało go pod imieniem użytkowym - Krogulec.
Już na początku nauki, skuszony przez podstępną dziewczynę, Krogulec ujrzał widmo Cienia. Ogion tym razem uratował chłopca, ale widząc w nim olbrzymi potencjał, wysłał go do słynnej szkoły magów na wyspie Roke.
W szkole Krogulec uczył się magii u największych żyjących mistrzów tej sztuki. Podczas szczeniackiego pojedynku na czary z nielubianym przez niego Jasperem, Krogulec popełnił czyn, który położy się cieniem na całym jego życiu, a nawet na losach magii w całym Ziemiomorzu - otworzył przejście do świata umarłych, którym Cień przedostał się do świata żywych. Od śmierci uratował Geda sam przełożony szkoły, arcymag Nemmerle, ale rany zadane przez Cień pozostały na zawsze na ciele i duszy chłopca. Magia, której trzeba było użyć, aby pokonać zło, była tak wielka, że Nemmerle wkrótce umarł, a pokiereszowany Ged dochodził do zdrowia miesiącami. 
Po latach Krogulec ukończył naukę zostając Czarnoksiężnikiem i osiadł w wyspiarskiej gminie Low Torning. Tam, ratując syna zaprzyjaźnionego cieśli, przedostał się do krainy umarłych, a wracając znów spotkał zmorę z przeszłości, Cień. Walka z nim znów wiele kosztowała Geda. Po dojściu do siebie postanowił wreszcie uczynić coś pożytecznego - uwolnić mieszkańców od zagrażających im smoków z wyspy Pendor. Popłynął tam i dobił targu ze starym smokiem, zabezpieczając na zawsze mieszkańców wysp. Od smoka dowiedział się, że cień ma także swoje imię, a znając jego imię, mógłby go pokonać.
W swoich podróżach Krogulec trafił na wyspę Osskil, gdzie znów spotkał Cień, lecz nie udało mu się go zwyciężyć. Uciekając z wyspy pod postacią sokoła, Ged wrócił do swojego starego mistrza, Ogiona, który znów go uleczył. Mag, zgodnie z radą starca, postanowił nie uciekać więcej przed prześladowcą, lecz wręcz przeciwnie, samemu zacząć go ścigać. Wypłynął na morze i tam wyzwał Cień. Ścigając go przez sztormowe morze, trafił na zapomnianą wysepkę, gdzie znalazł parę niemych staruszków. Przerażeni widokiem człowieka staruszkowie początkowo unikali go, potem jednak staruszka pokazała mu swój największy skarb - wyszywaną perłami sukienkę, w której zapewne została zesłana na tę wysepkę jako dziecko. Obdarowała także Geda kawałkiem metalowej ozdoby, który kiedyś okaże się połową wielkiego talizmanu - pierścienia Erreth-Akbego.
W dalszej podróży Ged najpierw zdobył "Bystre Oko", łódź, która od tej pory będzie mu zawsze towarzyszyć, a potem na wyspie Iffish spotkał przyjaciela ze szkoły - maga Vetcha, który postanowił go wspierać w poszukiwaniu Cienia. Po długim pościgu, na krańcu świata mag wreszcie dopadł swojego przeciwnika i pokonał go, mówiąc jego imię i łącząc się z nim. Imię brzmiało "Ged", bowiem Cień był cieniem jego własnej śmierci.

### Władca Smoków i Arcymag
Jako dojrzały mag Ged popłynął do grobowców Atuanu, na wyspach Kargadu, gdzie przy pomocy Tenar wykradł drugą połowę pierścienia Erreth-Akbego. Zabrał ze sobą nie tylko połówkę amuletu, ale i Tenar, którą uwolnił spod władzy Bezimiennych. Pierścień Erreth-Akbego został teraz ponownie scalony. Połączony amulet to klucz do pokoju w całym Archipelagu. 
Po latach Ged został Arcymagiem - przełożonym szkoły magów na Roke i wszystkich magów Ziemiomorza. Wkrótce po objęciu władzy pomógł Mistrzowi Przywołań, Thorionowi, pokonać potężnego maga o imieniu Irioth, który wykorzystując swą moc chciał zdobyć władzę nad całą szkołą. Kilka lat później przybył do niego Arren, syn księcia Enladów, który przyniósł niedobre wieści - na krańcach Archipelagu magia zanika. Czary nie działają, a magowie zapominają zaklęć. Tron króla w Havnorze od ośmiuset lat wciąż stoi pusty, mimo odnalezienia pierścienia Erreth-Akbego.
Arcymag Krogulec podjął więc wyprawę po morzach Archipelagu w poszukiwaniu króla i pokoju. Towarzyszył mu młody Arren. Podróżni wszędzie napotykali to samo - zanikającą magię i przygnębionych ludzi, którzy zapominali nawet swoje pieśni. Płynąc na krańce poznanego świata, spotkali smoka o imieniu Orm Embar, który wskazał im miejsce, gdzie przebywa mag czyniący zło. Na wyspie Selidor napotkali Coba, który zyskał ogromną potęgę i pseudo-nieśmiertelność. Orm Embar ginąc zniszczył jego powłokę cielesną, a Krogulec i Arren ścigając go, weszli do krainy umarłych. Tam arcymag ostatecznie zamknął drzwi między światem żywych i umarłych oraz dał Cobowi śmierć - uwalniając go spod czarów, które nie pozwalały mu umrzeć. Niestety stracił przy tym swoją moc i przestał być magiem. Arren wyniósł Krogulca z Suchej Krainy, a najstarszy z żyjących smoków, Kalessin, zabrał go do domu, na Gont do mieszkającej tam Tenar.

### Starość
Na rodzinnej wyspie Krogulec powoli dochodził do siebie. Wkrótce przybyli na Gont posłańcy od Arrena, który został pierwszym od kilkuset lat królem całego Ziemiomorza i ujawnił swoje prawdziwe imię: Lebannen. Jednak Krogulec nie chciał się z nimi widzieć. Stracił moc, nie był już magiem. Tenar ukryła go więc w górach u pasterzy. Para starszych ludzi przebywając razem, zaprzyjaźniła się, a w końcu Tenar uczyniła Krogulca swoim partnerem. Nareszcie, w jesieni życia, Ged stał się prawdziwym mężczyzną, bowiem jako mag żył w celibacie. Razem opiekowali się przybraną córkę Tenar - Therru. Dziecko było wielką tajemnicą, nikt nie znał jej przeszłości, wiadomo było tylko, że nosi w sobie wielką moc.
Gdy dworski mag, Aspen, wyznawca Coba, zniewolił Geda i Tenar, Therru, widząc upokorzenie swych przybranych rodziców, ujawniła swą prawdziwą naturę i wezwała smoka Kalessina. Smok przybył, uwalniając Tenar i Krogulca i przynosząc zagładę czarnemu magowi i jego stronnikom. W małej Therru, o prawdziwym imieniu Tehanu, odnalazł od dawna poszukiwaną przedstawicielkę zapomnianego rodu ludzi-smoków. Tehanu postanowiła na razie zostać razem ze swoimi najbliższymi, Tenar i Krogulcem, w starym domu Ogiona.
Po jakimś czasie na Gont przybył wędrowny czarodziej, Olcha, by zasięgnąć rady byłego arcymaga Geda. Żona Olchy zmarła niedawno, pozostawiając go w wielkim żalu. Kiedy więc przeniósł się we śnie do krainy zmarłych, przyzwał ją, a ona przyszła do niego. Teraz wszyscy zmarli chcieli, tak jak żona Olchy, spróbować wrócić do życia, a bronił im tego jedynie niski mur na granicy światów. Sam Olcha od tej pory prawie nie mógł sypiać - zawsze przenosił się do koszmaru suchej krainy. Mistrzowie Roke przysłali go tu, bo nikt inny nie wiedział tyle o tej krainie, co Ged. Jednak stary człowiek nie mógł mu pomóc, wysłał go za to do swojej żony i córki, Tenar i Tehanu, które gościły na Havnorze u króla Lebannena. Kobiety, wraz z dworem królewskim, by rozwiązać nawarstwiające się tajemnice, udały się na Roke, gdzie odkryły ostateczną prawdę, przechowaną w legendzie - kiedyś ludzie i smoki byli jednym plemieniem, po czym część wybrała wolność, wieczne życie i odleciała na zachód, stając się smokami, a część wybrała dobrobyt i stała się ludźmi, a aby nie umierać na zawsze, stworzyła magię, która zatrzymuje dusze zmarłych w suchej krainie. W krainie zmarłych Olcha wraz z Tehanu zburzyli mur i uwolnili zmarłych, pozwalając im umrzeć naprawdę i odejść do krainy poza zachodem. Tenar po skończonej misji wróciła do swojego mężczyzny, Geda, na Gont.

## Adaptacje
Shawn Ashmore zagrał Geda w Ziemiomorzu. W Opowieściach z Ziemiomorza głosu Krogulcowi użyczyli Timothy Dalton (ang. wersja jęz.) i Bunta Sugawara (wersja oryginalna).

## Znaczenie
Magia Geda została opisana jako podobna do taoistycznej koncepcji magii lub filozofii. W tym kontekście badano również rozwój jego postaci. Głównym tematem całej serii Ziemiomorze jest rytuał przejścia i przemiany Geda z dziecka w dorosłego.